# Mowana
Mowana è un villaggio del Botswana situato nel distretto Nordorientale, sottodistretto di North East. Il villaggio, secondo il censimento del 2011, conta 481 abitanti.